# David DeMaría
David DeMaría (David Jiménez Pinteño, Jerez de la Frontera, Cadis, 20 de gener de 1976) és un cantautor i compositor espanyol. Ha venut més d'1 milió de còpies al llarg dels vuit discs que han anat construint la seva carrera.

## Biografia
Amb només 14 anys es va iniciar com a cantant i músic en el grup Kelliam 71, en el qual va romandre 6 anys. Tocaven versions dels seus grups favorits: El Ultimo de la Fila, The Beatles, etc., fins i tot van arribar a gravar un disc que mai es va publicar. Durant aquella època va aprendre a tocar la guitarra i va adquirir taules sobre l'escenari.
Amb 19 anys es va iniciar com a solista i va treure el seu primer àlbum al mercat, David DeMaría (1997), amb temes com a "Amor multiplicado por dos", "Nuestra Historia", i "Aprendiendo a vivir".
L'any següent, després de canviar de discogràfica, es va publicar el seu segon disc, "Soñar despierto", on s'incloïa "Perdidamente enamorado" i "Sed de ti".
El 2001 apareix un nou disc de David DeMaria, titulat "El color de la destinación". Aquest treball compta amb nou temes propis dels deu que conformen l'àlbum.
Durant els últims anys, David DeMaria ha estat component també per a altres artistes, com Les Canelles, amb temes com a "Nena, pienso en ti", entre d'altres. També ha col·laborat amb diversos dels artistes d'Operación Triunfo en diverses de les cançons.
Després de dos llargs anys de treball apareix el quart disc de David Demaría, "Sin Miedo a Perder", el primer que llança amb la multinacional Warner Music i que va sortir a la venda el 24 de febrer de 2003, amb dotze cançons que van ser gravades entre juliol i agost de 2002 a Madrid i Roma.
En el 2004 apareix un nou disc de David Demaria: "Barcos de papel". Després de l'èxit aconseguit amb el seu anterior treball discogràfic "Sin Miedo a Perder", amb el qual va fregar el disc de platí (més de 90.000 còpies), ens presenta aquest treball amb dotze cançons produïdes per ell mateix al costat del seu productor habitual Pablo Pinilla, i gravat entre Madrid i Roma.
"La fuerza de la voluntad", "Grans Èxits" és primer àlbum recopilatori en la carrera de David DeMaria. Es tracta d'un CD que reuneix tots els grans èxits de David DeMaria més 2 temes inèdits: Propietaria de este mar i La fuerza de la Voluntad.

## Discografia

### Àlbums d'estudi
- 1997: David DeMaría
- 1999: Soñar Despierto
- 2001: El Color Del Destino
- 2002: Sin Miedo A Perder
- 2004: Barcos De Papel
- 2006: Caminos De Ida Y Vuelta
- 2009: Relojes De Arena
- 2011: Postdata

### Àlbums recopilatoris
- 2006: Discografia completa 1997-2005
- 2007: La fuerza de la voluntad: Grandes Éxitos

### Àlbums en DVD
- 2005:David DeMaría en concert.
- 2007: Gira Caminos de Ida y Vuelta.
- 2010: Relojes De Arena, Directe des del Palau.